# پنجه‌دراز گلوسرخ
پنجه‌دراز گلوسرخ (نام علمی: Macronyx ameliae) نام یک گونه از سرده پنجه‌درازها است.